# Ia Kring
Ia Kring là một phường cũ thuộc thành phố Pleiku, tỉnh Gia Lai, Việt Nam.
Phường Ia Kring có diện tích 6,7 km², dân số năm 1999 là 10.998 người, mật độ dân số đạt 1.641 người/km². Dân số năm 2018 là 27.495 người, mật độ dân số đạt 4.103 người/km².
Theo Nghị quyết số 1664/NQ-UBTVQH15 năm 2025, hợp nhất toàn bộ diện tích tự nhiên và dân số của 3 phường: phường Yên Đỗ, Ia Kring, Diên Hồng và xã Diên Phú thành phường Diên Hồng.